# River of Dreams (Billy Joel)
River of Dreams è il dodicesimo album di Billy Joel, pubblicato dall'etichetta discografica CBS il 10 agosto 1993.
Ha raggiunto il primo posto nelle classifiche di vendita di Australia e Stati Uniti, dove ha vinto 5 dischi di platino con oltre 5 milioni di copie acquistate.
Tutti i brani sono stati composti dallo stesso cantante e polistrumentista statunitense.

## Tracce
1. No Man's Land
2. The Great Wall of China
3. Blonde Over Blue
4. A Minor Variation
5. Shades of Grey
6. All About Soul
7. Lullabye (Goodnight, My Angel)
8. The River of Dreams
9. Two Thousand Years
10. Famous Last Words